# Agorapocalypse
Agorapocalypse — четвёртый студийный альбом американского грайндкор-коллектива Agoraphobic Nosebleed. Альбом был издан лейблом Relapse Records 14 апреля 2009 года в США, а международный релиз состоялся 20 числа.

## Музыка
Музыка альбома представляет собой смесь грайндкора с элементами разных жанров экстремального метала, в частности, дэт-метала и раннего кроссовера.
Композиции теперь длятся дольше, появились гитарные соло. Временами бывают низкие грувы и нетрадиционные песенные структуры, а короткие пассажи встречаются почти во всех композициях. Драм-машина ещё больше напоминает игру живого человека, а вокал участников группы варьируется от полуразборчивых воплей, характерных для хардкора, до более высокого харш-скриминга.
Главный рифф и длинный брейкдаун в конце песни «First National Stem Cell And Clone» напоминают больше дэткор, нежели грайндкор, а среднетемовый рифф во второй половине композиции «Timelord Two» прямо говорит об сладже. Также в композиции «Question Of Integrity» можно услышать спид-металическую игру на гитаре.

## Обложка
Обложка альбома была нарисована немецким иллюстратором Флорианом Бертмером, который и ранее сотрудничал с коллективом. Бертмер, вокалист Джей Рэндалл и гитарист Скотт Халл поговорили по телефону и решили придать обложке «атмосферу раннего трэшкора», в связи с изменением музыкального стиля группы. В это же время, Бертмер был вдохновлён обложкой альбома The Misfits Earth A.D., что сказалось на процессе иллюстрирования. Бертмер также объяснил, что «[он] пытался добавить как можно больше культовых персонажей, дабы придать клаустрофобный вид всему произведению».
Сперва Бертмер сделал контурный чёрно-белый чернильный рисунок размером 14 дюймов (36 сантиметров); две недели он делал наброски, одну неделю рисовал, затем раскрасил рисунок на компьютере. Он стилизовал изображения «ядерной войны, употребления наркотиков, полицейской жестокости и жадности бизнесменов». Согласно его утверждениям, «этот рисунок выглядит малошокирующе, благодаря его ярким краскам и комическому стилю». Зелёная голова, расположенная по центру рисунка, основана на фотографии самого Бертмера.

## Выпуск и продажи
С целью продвижения, 13 апреля 2009 года альбом стал доступен для прослушивания на www.agorapocalypse.com. 14 апреля альбом был издан лейблом Relapse Records в Северной Америке, а 20 апреля состоялся международный релиз. Согласно Nielsen SoundScan, в первую неделю после выпуска релиз был распродан в США тиражом в 1300 экземпляров. Также альбом занял 41 место в хит-параде Billboard — Top Heatseekers.
Японское издание альбома содержит в себе четыре дополнительных композиций.

## Отзывы критиков
| Оценки критиков       | Оценки критиков |
| Источник              | Оценка          |
| --------------------- | --------------- |
| About.com             | [ 10 ]          |
| AllMusic              | [ 11 ]          |
| Baltimore City Paper  | положительный   |
| Decibel               | —               |
| Exclaim!              | положительный   |
| Eye Weekly            | положительный   |
| The Maine Campus      | A−              |
| Pitchfork Media       | 5/10            |
| PopMatters            | 8/10            |
| Washington City Paper | смешанные       |
| Alternative Press     | 3/5             |
| Rock Hard             | 7/10            |
| Chronicles of Chaos   | 10/10           |
| Metal Storm           | N/A             |

## Список композиций
Слова и музыка всех песен — написаны Скоттом Халлом.
| №   | Название                                                     | Длительность |
| --- | ------------------------------------------------------------ | ------------ |
| 1.  | «Timelord Zero (Chronovore)» (скрытый трек)                  | 3:23         |
| 2.  | «Agorapocalypse Now»                                         | 2:25         |
| 3.  | «Timelord One (Loneliness of the Long Distance Drug Runner)» | 0:56         |
| 4.  | «Dick to Mouth Resuscitation»                                | 1:16         |
| 5.  | «Moral Distortion»                                           | 2:00         |
| 6.  | «Hung from the Rising Sun»                                   | 2:10         |
| 7.  | «First National Stem Cell and Clone»                         | 3:19         |
| 8.  | «Question of Integrity»                                      | 2:30         |
| 9.  | «Timelord Two (Paradoxical Reaction)»                        | 3:03         |
| 10. | «Trauma Queen»                                               | 1:51         |
| 11. | «White on White Crime»                                       | 3:19         |
| 12. | «Druggernaut Jug Fuck»                                       | 2:23         |
| 13. | «Ex-Cop»                                                     | 0:59         |
| 14. | «Flamingo Snuff»                                             | 2:20         |

## Участники записи
- Кэтрин Кац — вокал
- Джей Рэндалл — вокал
- Ричард Джонсон — вокал
- Скотт Халл — электрогитара, бас-гитара, программирование драм-машин, аудиоинжиниринг, микширование, мастеринг
- Мэтью Джейкобсон — продюсер
- Флориан Бертмер — оформление альбома